# جاكوب أوينز
جاكوب أوينز (بالإنجليزية: Jacob Owens)‏ هو لاعب كرة قدم أمريكية أمريكي، ولد في 10 أكتوبر 1984 في فرانكلين في الولايات المتحدة.